# アルコールテスト
アルコールテストとは乳の理化学検査の一つで、アルコールの脱水性を利用して、カゼインが70%アルコールとの混和によって凝固しやすくなった乳を判別する方法。凝固物の有無と凝固の程度をみる。高酸度乳、末期乳、乳房炎乳などはタンパク質の変性をきたして加熱により凝固しやすくなり、陽性を示す。